# Віхніч Євген Владиславович
Євге́н Владисла́вович Ві́хніч (1990—2023) — український військовослужбовець, учасник російсько-української війни, кавалер ордена «За мужність» III ступеня.

## Життєпис
Народився 30 червня 1990 року в місті Конотоп Сумської області. Навчався в Конотопський школі № 5. Після закінчення 9 класів навчався в Конотопському технічному училищі № 20, здобув професію електрозварювальника. З 2009 по 2011 працював на заводі «Червоний металіст». З 2011 по 2018 на заводі «Мотордеталь-Конотоп». З 2019 і до початку повномасштабного вторгнення працював на Київському суднобудівному заводі.
Призваний на службу 6 травня 2023 року, після проходження військової підготовки був переведений до 66 ОМБр, пізніше до 1-го вінницького стрілецького батальйону. Навідник кулеметного відділення взводу вогневої підтримки стрілецької роти.
Загинув 12 жовтня 2023 на Луганщині.
Похований 17 жовтня 2023 року в Конотопі.
Бех Євгена лишились дружина, доньки 2013 р.н. і 2019 р.н.

## Нагороди та вшанування
- Орден «За мужність» III ступеня[1].
- Звання «Почесний громадянин Конотопа»[2].